# Orsomarso Sportivo Clube
O Orsomarso Sportivo Clube, conhecido como Orsomarso, é um clube de futebol de Palmira, Colômbia, fundado em 25 de junho de 1991. O time joga, atualmente, a segunda divisão do futebol colombiano, a Primera B, como substituínte do Uniautónoma. A equipe leva o nome do município italiano de Orsomarso.
A equipe exerce sua partidas como mandante no Estádio Francisco Rivera Escobar, com capacidade para  15.300 espectadores.